# کوئیتمن (میزوری)
کوئیتمن (به انگلیسی: Quitman) یک منطقهٔ مسکونی در ایالات متحده آمریکا است که در شهرستان نوداوای، میزوری واقع شده‌است. کوئیتمن ۰٫۳۴ کیلومتر مربع مساحت و ۴۵ نفر جمعیت دارد و ۲۹۳ متر بالاتر از سطح دریا واقع شده‌است.